# Gallerius
Gallerius es un género de foraminífero planctónico considerado como nomen nudum e invalidado, aunque considerado perteneciente a la familia Globorotaliidae, de la superfamilia Globorotalioidea, del suborden Globigerinina y del orden Globigerinida. Su especie tipo es Globigerina crassaformis. Su rango cronoestratigráfico abarca desde el Mioceno hasta el Pleistoceno.

## Descripción
Gallerius no fue originalmente descrito, y por tanto fue invalidado de acuerdo al Art. 13 del ICZN. Atendiendo a las características de su especie tipo, Gallerius podría ser un sinónimo posterior de Truncorotalia, que es el género donde esa especie tipo es habitualmente incluida. Podría haber sido útil para acomodar las formas con menos cámaras y más lobuladas de Truncorotalia.

## Discusión
Clasificaciones posteriores incluirían Gallerius en la superfamilia Globigerinoidea.

## Clasificación
Gallerius incluía a la siguiente especie:
- Gallerius crassaformis